# ليزا بنتلي
ليزا بنتلي هي تريثلت كندية، ولدت في 28 نوفمبر 1968 في Etobicoke ‏ في كندا.

## وصلات خارجية
- ليزا بنتلي على موقع اتحاد الترياتلون الدولي (الإنجليزية)
- ليزا بنتلي على موقع IAT Triathlon Database (الإنجليزية)